# فرودگاه شهرستان چسترفیلد
فرودگاه چسترفیلد کانتی (به انگلیسی: Chesterfield County Airport) یک فرودگاه همگانی بهره‌برداری هوایی است که یک باند فرود آسفالت دارد و طول باند آن ۱۶۷۶ متر است. این فرودگاه در شهر ریچموند، ویرجینیا کشور ایالات متحده آمریکا قرار دارد و در ارتفاع ۷۲ متری از سطح دریا واقع شده‌است.